# Kanagawa (Spiel)
Kanagawa ist ein Brettspiel der Spieleautoren Bruno Cathala und Charles Chevallier aus dem Jahr 2016. Das Spiel für zwei bis vier Spieler ab zehn Jahren dauert etwa 45 Minuten pro Spiel. Inhaltlich handelt es sich um ein Spiel, das in der Malschule des berühmten japanischen Malers Hokusai spielt und bei dem die Spieler die Rolle von Malschülern übernehmen. Das Spiel gewann aufgrund der Ausstattung und grafischen Gestaltung den deutschen Spielgrafikpreis Graf Ludo 2017 und wurde beim Golden Geek Best Board Game Artwork & Presentation 2016 nominiert.

## Thema und Ausstattung
Das Spiel Kanagawa behandelt thematisch die Ausbildung zum Malschüler in der Malschule des berühmten und „verrückten alten Künstlers“ Hokusai, in der die Spieler die Fertigkeiten der Grafik erlernen sollen. Sie bekommen Lektionen und bauen sich ihr eigenes Atelier auf, um Diplome zu erlangen. Der Gewinner ist der Spieler, der die meisten Harmonie-Punkte bekommt, bei Gleichstand gibt es mehrere Gewinner.
Der Inhalt der Spieleschachtel besteht neben der Spielanleitung aus:
- einem Schulbogen in Form einer bedruckten Bastmatte,
- vier Startplättchen für bis zu vier Spieler,
- 72 Lektionskarten, jeweils 18 in vier Farben,
- eine Großmeisterfigur,
- eine Assistentenfigur,
- 19 Diplomplättchen,
- 15 Malpinsel-Figuren und
- drei Sturmplättchen

Alle Figuren bestehen aus Holz, wobei die Großmeisterfigur und die Assistentenfigur jeweils einfarbig dunkel sind und die Malpinsel-Figuren aus einem dunklen Farbtöpfchen und einem hellen Pinselstiel bestehen.

## Spielweise

### Spielvorbereitung
Zur Spielvorbereitung wird der Schulbogen in der Tischmitte platziert, darüber werden die Diplomplättchen nach Farben sortiert in zwei Reihen ausgelegt. In die obere Reihe kommen alle Diplome, die sich auf Grafiken beziehen (grün, rot, gelb und blau), darunter kommen die Diplome, die sich auf das Atelier beziehen (rosa, hellblau und violett). Die Lektionskarten werden gemischt und als verdeckter Nachziehstapel bereit gelegt. Jeder Spieler bekommt ein zufällig verteiltes Startplättchen und zwei Malpinsel-Figuren, die er vor sich ablegt. Zuletzt wird ein Startspieler bestimmt.

### Spielablauf
Das Spiel verläuft über mehrere Runden, die jeweils aus mehreren Phasen bestehen. Der Startspieler beginnt, indem er so viele Lektionskarten auf den Schulbogen legt, wie Spieler vorhanden sind („Folge den Lehren des Meisters“). Dabei werden die Karten entsprechend der Vorgabe auf dem Schulbogen offen oder verdeckt ausgelegt.
Danach müssen sich alle Spieler beginnend mit dem Startspieler für eine der folgenden Optionen entscheiden: Aussetzen („Erweitere dein Wissen“) oder Karten nehmen und das Atelier ausbauen („Wende dein Wissen an“). Im ersten Fall setzt der Spieler einfach aus und nimmt keine Lektionskarten, hat jedoch die Chance, im nächsten Zug neue oder mehr Karten zu bekommen.
Möchte ein Spieler dagegen sein Wissen anwenden, wählt er eine Spalte von Lektionskarten von Schulbogen aus und nimmt alle Karten dieser Spalte zu sich. Danach muss er alle genommenen Lektionskarten in seinem Atelier oder an seiner Grafik anlegen. Die Karten dürfen dabei beliebig zwischen Atelier und Grafik aufgeteilt werden, eine einmal angelegte Karte darf jedoch nicht mehr weggenommen werden. Sollen die Karten in das Atelier gelegt werden, um dieses zu vergrößern, werden sie auf den Atelierteil gedreht und so unter die vorhergehenden Teile des Ateliers geschoben, danach werden die darauf abgebildeten Effekte ausgeführt:
| Symbol                          | Effekt | Sofort oder optional       |
| ------------------------------- | --- | -------------------------- |
| Malpinsel                       | Nimm einen Malpinsel aus dem Vorrat und stelle ihn vor dich hin. | Sofort                     |
| Assistent                       | Nimm die Assistentenfigur stelle ihn vor dich hin. Der Spieler, der am Rundenende den Assistenten hat, bekommt die Startspielerfigur und ist in der folgenden Runde Startspieler. | Sofort                     |
| Pfeil                           | Du darfst einen Malpinsel in deinem Atelier versetzen. | Optional, einmal pro Runde |
| Kartenhand                      | Du darfst am Ende der Runde eine Lektionskarte auf der Hand behalten, um sie in einer späteren Runde zu spielen.                                                                  | Optional                   |
| Harmoniepunkt                   | Der Spieler erhält in der Endwertung einen zusätzlichen Harmoniepunkt. | Spielende                  |
| Durchgestrichener Harmoniepunkt | Der Spieler verliert in der Endwertung einen Harmoniepunkt. | Spielende                  |
| Sturm                           | Der Spieler verändert vor der Wertung die Jahreszeit auf einer Lektionskarte nach Wahl.                                                                                           | Spielende                  |

Wenn ein Spieler stattdessen seine Grafik erweitern möchte, muss er die auf der Lektionskarte geforderte Kombination aus Malpinseln und Landschaften im Atelier vorweisen können, er muss also vor dem Ablegen so viele Malpinsel auf den entsprechenden Landschaften seines Ateliers haben, wie die Karte fordert. Einen verfügbaren Malpinsel kann ein Spieler jederzeit während seines Zuges auf ein beliebiges freies Landschaftsfeld seines Ateliers stellen. Durch die Nutzung eines Pfeilsymbols im Atelier kann ein Spieler zudem einen bereits eingesetzten Malpinsel auf ein beliebiges anderes freies Landschaftsfeld setzen, dabei darf jedes Pfeilsymbol im Atelier nur einmal pro Runde eingesetzt werden. Jede Landschaft und jeder Pinsel darf pro Runde nur für eine Grafik genutzt werden.
Mit den Erweiterungen der Grafik und des Ateliers kann der Spieler Diplome erwerben. Dabei darf ein Spieler immer nur ein Diplom einer Farbe und Kategorie nehmen. Sobald ein Spieler die Voraussetzungen für ein ausliegendes Diplom erfüllt, kann er dieses nehmen oder ablehnen, um auf eine schwierigere und wertvolle Stufe des gleichen Diploms zu warten. Hat sich ein Spieler gegen ein Diplom entschieden, darf er es später nicht mehr nehmen.
Gab es in einer Runde Mitspieler, die ausgesetzt haben und sich damit noch in der Schule befinden, legt der Startspieler so viele neue Lektionen auf den Schulbogen unterhalb der noch liegenden Karten, wie noch Spieler in der Schule sind. Diese dürfen dann erneut entscheiden, ob sie aussetzen oder eine Kartenreihe nehmen wollen. Spätestens wenn alle drei Reihen des Bogens belegt sind, müssen alle Spieler Lektionskarten nehmen. Die Runde endet, wenn alle Spieler Lektionskarten genommen und diese angelegt haben, danach wird der Spieler mit der Assistenten-Figut neuer Startspieler.
Das Spielende wird ausgelöst, wenn die letzten Lektionskarten auf dem Schulbogen ausgelegt werden, danach müssen alle Schüler, die noch Karten nehmen können, sich dafür entscheiden und die Karten an ihr Atelier oder ihre Grafik anlegen. Das Spiel endet ebenfalls am Ende einer Runde, wenn ein oder mehrere Spieler mindestens 11 Karten an ihrer Grafik anliegen haben. Danach werden die Harmoniepunkte gewertet und alle Spieler bekommen:
- einen Harmoniepunkt pro Karte der Grafik,
- einen Harmoniepunkt pro Lektionskarte in der Grafik in der längsten Folge gleicher Jahreszeiten einschließlich des Startplättchens,
- einen Harmoniepunkt pro Harmoniepunkt-Symbol in der Grafik oder im Atelier (auch Minuspunkte),
- die Anzahl der Harmoniepunkte auf den erhaltenen Diplomen,
- zwei Harmoniepunkte für den aktuellen Großmeister (Startspieler)

Gewinner des Spiels ist der Spieler mit den meisten Harmoniepunkten, bei Gleichstand gewinnen mehrere Spieler.

## Ausgaben und Rezeption
Das Spiel Kanagawa wurde von Bruno Cathala und Charles Chevallier entwickelt und 2016 im Spieleverlag Iello auf Französisch, Englisch und Deutsch veröffentlicht, im deutschsprachigen Raum wird es über Hutter Trade vertrieben. 2017 erschien das Spiel zudem auf Spanisch (Devir), Russisch (Lavka Games), Polnisch (Portal Games), Ungarisch (Reflexshop) und Tschechisch (Albi).
Aufgrund der Ausstattung und grafischen Gestaltung gewann das Spiel Anfang Oktober 2017 den deutschen Spielgrafikpreis Graf Ludo und wurde beim Golden Geek Best Board Game Artwork & Presentation 2016 nominiert.

## Belege
1. 1 2 3 4 5 6  Spieleanleitung Kanagawa (Memento des Originals vom 1. Oktober 2017 im Internet Archive)  Info: Der Archivlink wurde automatisch eingesetzt und noch nicht geprüft. Bitte prüfe Original- und Archivlink gemäß Anleitung und entferne dann diesen Hinweis.
2. ↑  Versionen von King of Tokyo in der Spieledatenbank BoardGameGeek (englisch); abgerufen am 21. Juli 2017.
3. ↑  modell-hobby-spiel: Auswahlliste Graf Ludo (Memento des Originals vom 1. Oktober 2017 im Internet Archive)  Info: Der Archivlink wurde automatisch eingesetzt und noch nicht geprüft. Bitte prüfe Original- und Archivlink gemäß Anleitung und entferne dann diesen Hinweis., abgerufen am 1. Oktober 2017
4. ↑  Hutter-Trade.com: Kanagawa mit dem GRAF LUDO 2017 gekürt! | Hutter-Trade.com (Memento des Originals vom 1. Oktober 2017 im Internet Archive)  Info: Der Archivlink wurde automatisch eingesetzt und noch nicht geprüft. Bitte prüfe Original- und Archivlink gemäß Anleitung und entferne dann diesen Hinweis., abgerufen am 1. Oktober 2017